# PV-1 (航空機)
ロッキード PV-1
米海軍向け　PV-1
- 用途：爆撃機、対潜哨戒機
- 製造者：ロッキード
- 運用者：
  -  アメリカ合衆国（海軍、陸軍航空隊）
  -  イギリス（イギリス空軍）
- 初飛行：1941年7月31日
- 生産数：3,028機
- 運用状況：退役

ロッキード PV-1（Lockheed PV-1）は、第二次世界大戦中にアメリカ合衆国のロッキード社で製造された哨戒/爆撃機である。
アメリカ海軍の他、イギリス空軍ではベンチュラ（Ventura）の名称で、アメリカ陸軍航空隊ではB-34／B-37の制式名称で使用された。

## 概要

### イギリス空軍
L-18ロードスター旅客機を軍用機化した機体で、同様にL-14スーパーエレクトラ旅客機を軍用機化したハドソンの成功を踏まえてイギリス空軍が発注したものである。
イギリス空軍は1940年2月に188機のヴェンチュラを発注し、1942年半ばに配備した。1942年末に戦線に投入された当初は占領下のヨーロッパでの昼間爆撃に使用されていたが、他の爆撃機と同様に戦闘機の護衛なしでは非常に被撃墜確率が高いことがわかり、爆撃機部隊はより高速のDH.98 モスキートへと機種転換された。この時期はイギリス空軍が戦時体制へ移行し、ようやくボーファイターやDH.98 モスキートなど、まとまった数の高性能爆撃機を投入可能な時期に当たった。このため、民間機転用の軍用機であった本機は、前作ハドソンを大幅に上回る機体性能ではあったものの他の機体に劣ってしまった。結果的にはイギリス空軍において、数的劣勢に追い込まれていた時期にピンチヒッターとして「必要な時期に、必要な数が間に合った」ハドソンほどの成功作とはみなされなかった。
こうして爆撃任務を退いたヴェンチュラは、沿岸部隊の哨戒任務に回された。このうち30機はカナダ空軍（RCAF）、135機は南アフリカ空軍（SAAF）へ輸送され、一部機体はオーストラリアとイギリスとの混成部隊などで運用された。イギリス空軍はヴェンチュラ Mk.IIを487機発注したが、264機はアメリカ陸軍航空軍に転用された。

### アメリカ陸軍航空軍
アメリカ陸軍航空軍はヴェンチュラ Mk.IIを転用したのちに200機のヴェンチュラ Mk.IIAを発注した。陸軍航空軍ではMk.IIAをB-34 レキシントンとして採用し、のちにRB-34 レキシントンと名称を変更した。このうち27機はアメリカ海軍へ回された。これらは哨戒爆撃機として採用されたものの、ほとんど練習に使用された。
さらに陸軍航空軍は550機のヴェンチュラを発注した。このヴェンチュラはエンジンがMk.IIのR-2800からR-2600-13へと換装されていた。これらを陸軍航空軍はO-56として採用する予定だったが、陸軍航空軍における観測機という分類が廃止されたことに伴いO-という名称も廃止されたため、RB-34B レキシントンとして採用し、観測機や偵察機として運用した。また、エンジン換装型はB-37またはRB-37の名称で軽爆撃機や偵察機、高等練習機、輸送機として運用された。
陸軍航空軍は550機を発注したが、他国との戦闘に使用するヴェンチュラを海軍に回す取り決めをしたことから18機のみの運用に留まった。

### アメリカ海軍
アメリカ海軍による発注を受け、PV-1は1942年12月に納入された。PV-1は哨戒任務に使用される機器を収めるためB-34よりいくつかの設計変更が行われた。前方の防御用機銃などが削減され、ASD-1探索レーダーなどが搭載された。また、燃料の搭載量は航続距離拡大のため5,081L（1,345gal）から6,082L（1,607gal）へと増加された。
初期生産のPV-1は、機首にあるレドームの背後に爆撃手席を配置しており、横側に4つ窓があり、機首下側には爆弾照準窓があったが、後期生産のPV-1は爆撃手席を廃し、3挺の12.7mm（0.50インチ）機銃を機首下側のパックに配した。また、後期生産機は翼下のパイロンに127mm（5インチ）のHVARロケットを8発搭載可能であった。
PV-1はアメリカ海軍に1943年2月に就役した。最初に配備されたのはアリューシャン列島に展開していた第135戦闘中隊（VP-135）で、他に3箇所の飛行中隊でも運用された。アリューシャン列島から千島列島の幌筵島と占守島にあった日本軍の基地に対して攻撃を行った。大抵の場合にはPV-1はレーダーを装備していることから、B-24リベレーター爆撃機の編隊の誘導を行った。1943年後半になると、PV-1の一部は海兵隊でも採用され、第531夜間戦闘飛行隊（VMF(N)-531）で夜間戦闘機としてソロモン諸島方面で運用された。

### 民間への再転用
戦後はアメリカの同盟国に供与された。カナダ空軍と南アフリカ空軍に供与されていたPV-1は、1950年代から1960年代にテキサス州サンアントニオのハワード・エアロ社(Howard Aero)によって高速高級輸送機へ改造された。スーパー・ヴェンチュラ（Super Ventura）と呼ばれる初期の改造機は、122cm（48インチ）へと胴体が拡張され、燃料タンクや大きな写真窓、豪華なインテリアが追加された。武器を輸送するための武器庫だった部屋は貨物室となった。降着装置は、PV-2ハープーンに採用された大型のものへと交換された。1960年代にスーパー・ヴェンチュラが18機改造された後の改造機は、ハワード350と呼ばれるようになった。
客室の加圧改造型であるハワード500は22機改造された。ハワード社の最後のPV-1改造型はエルドラド700で、より長い翼、尖った機首、より空気抵抗が減る形状のエンジンカウリングを備えていた。
1954年12月17日に民間型における特筆できる事故が発生した。マニトバ州のウィニペグへ向かおうとした機体が、離陸直後にエンジントラブルによって、ウィスコンシン州のミルウォーキーにあるミッチェル飛行場へ墜落したというものである。搭乗していたのはミラー・ブルーイング・カンパニーの社長で、創業者フレデリック・エドワード・ジョン・ミラーの孫でありアメフトの選手であったフレデリック・C・ミラーとその長男であるフレデリック・ミラー・ジュニア(当時20歳)、ミラー社の従業員でパイロットの資格も持つジョセフ・レアードとポール・レアード兄弟であったが、4人全員が事故により死亡した。

## 開発
沿岸哨戒機としてロッキード・ハドソンを大量発注していたイギリス海軍は、ロッキード社に対してハドソンの後継機となるさらに強力な哨戒爆撃機の開発を要請した。ロッキード社への発注は1940年に行われ、ロッキード社では、L-18 ロードスターをベースとした機体をModel37の社内名称で開発した。
基体となったロードスターはハドソンの原型であるロッキード L-10 エレクトラ旅客機の改良型であるスーパーエレクトラの発展型ということもあり、ベンチュラの機体形自体はハドソンに類似していたが、エンジンは強力なプラット&ホイットニーSIA4-G
ダブルワスプ（離昇出力1,800馬力）を搭載した。武装は機首前面の爆撃手席に連装の7.7mm機関銃、胴体背面にボールトンポール製7.7mm連装動力機銃塔の位置を変更して射界を改良し、胴体後方下面にも本格的な7.7mm連装の銃座が設けられた。爆弾搭載量は爆弾倉に2,500ℓb(1,135Kg)である。イギリス軍はこの機体にベンチュラ（Ventura：アメリカの都市名）という愛称を与え、生産された型をベンチュラI（またはベンチュラMK.1）と呼んだ。
ベンチュラは合計675機が発注され、試作1号機は1941年7月に初飛行した。しかし、同年の暮れには対日戦が開戦、ロッキード社はアメリカ本国向けの各種軍用機の開発と生産に全力を傾けねばならなくなり、生産の遅れから1号機がイギリス軍に引き渡されたのは1942年の夏のことであった。
ベンチュラIは発注された675機のうち188機生産されたところで発展型のベンチュラII（またはベンチュラMK.2）の生産に切り替えられることになった。ベンチュラIIはエンジンがさらに強化され、民間型から軍用型のR-2800-31ダブルワスプ（離昇出力2,000馬力）に換装され、武装もベンチュラIと同じだったが、生産200機目から規格を米軍仕様に改め、これをベンチュラIIAと呼称した。
ベンチュラIIAは機首をソリッドノーズ化して12.7mm機関銃を2挺固定配置して、機首下に12.7mmを3挺固定装備するガンパックを追加。旋回機銃塔をマーチン社製に換装して12.7mm連装に強化。下面の銃座も7.62mm機関銃連装に換装した。爆弾搭載量も3,000ℓb(1,363Kg)に増加し、爆弾倉内へ2,953ℓ入りのフェリータンクが装備可能となり、これは必要に応じて1,855ℓ入りの二分割式フェリータンクと交換可能だった。なお、フェリータンクは爆弾倉を占有するので使用時は爆裝不可能になる（二分割式は片方だけ使えば、搭載量は半減するが爆裝可能になる）。
機体自体の燃料搭載量もベンチュラIIから増加しており、5,090ℓから6,083ℓになり、標準で外翼下面に587ℓ入りの増槽が1本ずつ懸架可能になった。主翼には各4基の5inロケット弾(HVAR）が懸架可能になり、爆弾倉に爆弾に変えてMk13魚雷、または11,75in大型ロケット弾ティニー・ティムが搭載可能になっていた。これらは重量的には2本搭載可能だが、爆弾倉のサイズが小さいので1本しか搭載できず、後のPV-2では爆弾倉が拡大される原因となった。
イギリス空軍の発注分の残り487機がベンチュラIIとして完成したが、この内イギリス空軍に引き渡されたのは196機だけで、残りは本機に注目したアメリカ軍により買い上げられ、陸軍と海軍により装備された。イギリス空軍ではさらに200機の追加発注を行ったが、これもイギリス空軍に引き渡されたのは25機のみで、残りはアメリカ陸軍に引き渡された。

## 運用

### イギリス軍での運用
イギリス、オーストラリア、ニュージーランド空軍では1942年10月より本機を昼間爆撃任務に就かせたが、大した活躍もなく、また鈍重で実戦に耐えられないという用兵側からの非難もあり、これらの部隊はモスキートに装備改編された。
1943年後半からは爆撃任務からは退役し、沿岸航空隊の哨戒任務に就くことになった。その後は、ハドソンの後継機として終戦まで利用された。また、カナダ、南アフリカ、オーストラリア、ニュージーランド等の英連邦各国にも譲渡されて運用された。
なお、イギリスおよび英連邦諸国で用いられた機体にはアメリカ陸軍向けとして生産・納入された後にアメリカ軍から譲渡された機体もあり、これらにはベンチュラではなくレキシントン（Lexington）の名称がつけられている。

### アメリカ陸軍での運用
アメリカ陸軍ではベンチュラIにB-34Aの名称を与え、イギリス向けとして生産された機体の中から250機を自軍の装備とし、この250機のうち少数機を航法訓練機B-34Bの名称で訓練に使用している。
アメリカ陸軍ではエンジンをライトR-2600-31（離昇出力1,700馬力）に換装したベンチュラIIもO-56の名称で550機発注したが、大半はキャンセルされ、最終的に18機をB-37として受領した。B-37は胴体左右側面に7.67mm機銃１挺ずつ備えた透明銃座を配置しているのが、B-34との相違点である。
B-34/37共にニックネームはレキシントンであった。

### アメリカ海軍での運用
哨戒飛行艇が冬期に港湾施設の凍結に悩まされる事から、陸上基地で使用する長距離哨戒爆撃機を要望していたアメリカ海軍は、まずイギリス空軍向けの哨戒爆撃機ロッキード・ハドソンをPBO-1として20機採用した。
続いて本格的な機体として、陸軍が発注しイギリス空軍に供与する形をとっていたベンチュラに注目し、これを海軍の管理に移管することを陸軍に要請した。陸軍はこの要請を受け入れ、イギリス軍向けの生産機の一部を海軍に供与した他、イギリス向けの生産終了後に、生産を海軍へ移管することにした。
ベンチュラIがPV-3 ベンチュラとして27機。その後、ベンチュラIIAがPV-1 ベンチュラとして運用された。番号こそPV-3の方が新しいが、これは書類上の手続きから来る物で、実際、早急に戦力化を急いだためにPV-3はイギリス軍仕様のままとされ、1942年の10月からPBO-1の任務を引き継ぐ形で配備された。これはPV-1の戦力化が遅れるためのつなぎとしての措置であり、1943年1月にPV-1を受領すると共にPV-3は引退している。海軍ではPV-1を1942年11月から1944年5月まで生産し、総計1,600機が配備された。

#### 派生機
PV-1、PV-3共に主な戦場は大西洋やアリューシャン戦線であったが、夜間戦闘機として改造された本機が、ソロモン方面で投入されている。仕様は各機バラバラで夜間消炎排気管を装備した機、追加の4連装12.7mm機銃パックを搭載した機など様々である。機上レーダーは標準装備だが、これもASVやAIIVなど時期によって仕様が違う。乗組員は爆撃機型の5名ではなく、3名乗務だった。海軍初の夜間戦闘機部隊VFM(N)-531に配備され、1943年4月から翌年6月まで、夜間撃墜数12機を数えている。なお。夜間戦闘機型の名称はPV-1のままで、A-20攻撃機を夜間戦闘機化したP-70双発夜戦のような、特別な形式名やニックネームは与えられていなかった。
偵察機型も存在し、PV-1Pと呼称され、射角撮影カメラなどを搭載しているが詳細は不明。

### 後継機
ベンチュラIIの燃料搭載量を増加するなどした改良型がPV-2として開発されて装備された。PV-2はイギリス名称をそのまま転用した“ベンチュラ”に替えて“ハープーン（Harpoon：捕鯨用銛の意）”の愛称が命けられている。日本の海上自衛隊でも創設期に供与され、主に訓練機として運用されている。

## スペック
PV-1
- 全長：15.77 m
- 全幅：19.96 m
- 全高：3.63 m
- 翼面積：51.9 m2
- 自重：9,160 kg
- 全備重量：14,096 kg

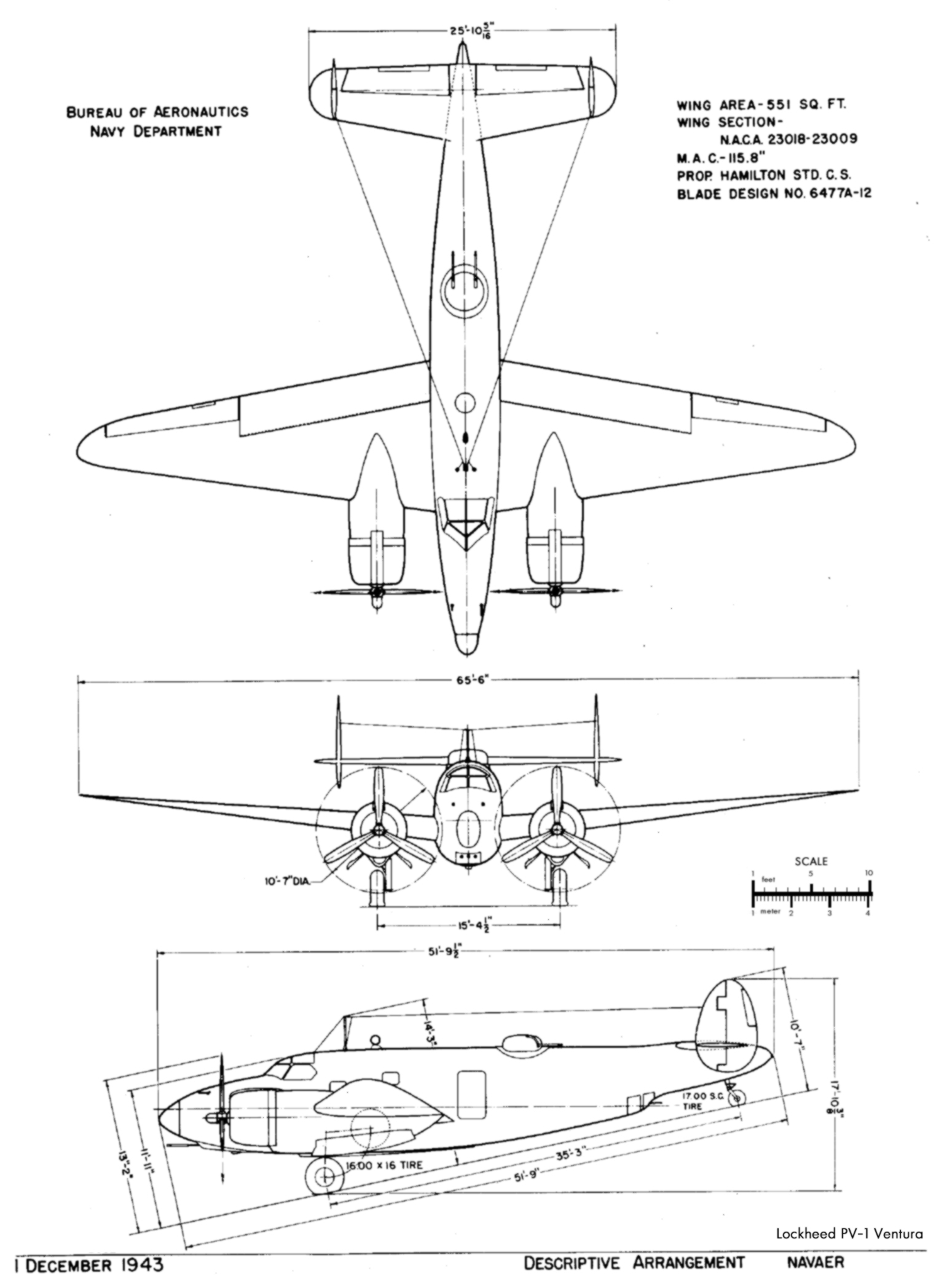
PV-1　三面図

- エンジン：P&W R-2800-31 空冷星型18気筒 離昇出力2,000馬力×2
- 最大速度：518 km/h=M0.42（4,025 m）
- 巡航速度：274 km/h=M0.22
- 着陸速度：134 km/h=M0.11
- 上昇率：680 m/min
- 実用上限高度：8,015 m
- 航続距離：2,670 km
- 武装
  - 胴体爆弾倉に爆弾か爆雷 3,000ℓb(1,363Kg)、または11,75inティニー・ティムロケット弾、またはMk13魚雷×1
  - 翼下に5inロケット弾(HVAR)×8
  - 機首に前方固定12.7mm機銃×2
  - 機首下のガンパックに前方固定12.7mm機銃×3
  - 背面の旋回機銃塔に連装の12.7mm機銃
  - 胴体下の銃座に連装の7.62mm機銃
- 乗員 5名